# 山姆·溫納爾
山姆·溫納爾（英語：Sam Winnall；1991年1月19日—）是一位英格蘭足球運動員。在場上的位置是前鋒。他現在效力於英格蘭足球甲級聯賽球隊巴恩斯利足球俱樂部。

## 外部連結
- 足球数据库：山姆·溫納爾的球员统计数据